# Jean-Marc Manach
 (février 2025).
Jean-Marc Manach, né en 1971, est un journaliste d'investigation français, spécialiste d'Internet et des questions de surveillance et de vie privée,.

## Biographie
Au début des années 1990, Jean-Marc Manach étudie le cinéma à l'université Paris VIII. Il cofonde la revue l'Armateur, qui s'intéresse au cinéma underground et, plus largement, au nouveau statut de l'image dans la culture numérique alors à ses débuts.

## Travaux
Membre fondateur des Big Brother Awards en France, Jean-Marc Manach est surtout connu pour son blogue consacré aux libertés numériques, Bug Brother, pour ses contributions sur des sites web tels que Transfert.net, Internet Actu, OWNI et Next INpact, ainsi que pour sa participation à l'émission de télévision « Le Vinvinteur » sur France 5.
Coauteur avec Julien Goetz et Sylvain Bergère d'Une contre-histoire de l'Internet, documentaire et webdocumentaire donnant la parole à de nombreux défenseurs des libertés sur Internet, Jean-Marc Manach a également travaillé pour ZDNet, Le Canard enchaîné, Le Monde.fr, Nova Magazine, Le Monde diplomatique et France Inter.
Avec OWNI et plusieurs autres médias et associations, il a notamment contribué à la publication en 2011 par le site WikiLeaks des « Spyfiles », un ensemble de documents dévoilant les pratiques sur le marché des outils de surveillance et d'interception des communications. Ces fichiers montrent entre autres que des entreprises de pays occidentaux, notamment françaises, ont vendu à des régimes autoritaires des moyens de surveiller leur population.
Il a aussi contribué au Mémorial des morts aux frontières de l'Europe, une carte interactive destinée à visualiser le nombre de migrants morts en tentant d'atteindre l'Europe.
Il siège au comité de déontologie de l'association Nos oignons dont l'objet est « de participer au développement du réseau de communications électroniques Tor, cela afin de garantir les libertés d'information, d'expression et de communication ».
Il intervient en outre dans plusieurs écoles de journalisme, dont l'Institut d'études politiques de Paris, le Centre de formation des journalistes de Paris et l'École supérieure de journalisme de Lille.
Entre septembre 2013 et avril 2015 il présentait toutes les deux semaines, le mardi à 14 h 42, une émission filmée (de type Web TV) de 42 minutes sur les sites web d'Arrêt sur images et de Next INpact.
En 2016, il présentait avec Sylvain Lapoix l'émission de fact checking What the Fact, sur la plateforme YouTube.
Depuis 2019, il écrit des articles sur Next INpact.

## Ouvrages
- Les Rapports vert, gris et vert-de-gris : Années 70 en France, le cinéma expérimental ou l'institutionnalisation impossible, Paris expérimental, coll. « Les Cahiers » no 4, Paris, 2001, 21 p.  (ISBN 2-91253-904-8) [présentation en ligne] [lire en ligne]
- Big Brother Awards : Les surveillants surveillés, avec Jean-Pierre Garnier, Anne-Lise Martenot, Jérôme Thorel et Christine Treguier (préf. de Maurice Rajsfus), Zones, 2008, Paris, 187 p.  (ISBN 2-35522-014-X) [lire en ligne]
- La Vie privée, un problème de vieux cons ?, FYP éditions, coll. « Présence/Essai », 2010, 224 p.  (ISBN 9782916571393) [présentation en ligne]
- Au pays de Candy[12], enquête sur les marchands d’armes de surveillance numérique (livre numérique), OWNI Éditions, 2012, 118 p. [présentation en ligne]
- Grandes oreilles et bras cassés (scénario et découpage), BD de Nicoby, Futuropolis, 2015